# Тураров, Жанкош Жасуланович
Жанко́ш Жасула́нович Тура́ров (каз. Жанкош Жасұланұлы Тұраров, род. 20 ноября 1990, Акколь, Джамбулская область) — непобеждённый казахстанский профессиональный боксёр. с 21 марта 2023 года чемпион мира по боксу по версии IBO в первом полусреднем весе.

## Биография
Жанкош Тураров родился 20 ноября 1990 года в селе Акколь в Таласском районе Джамбулской области Казахской ССР, в 2003 году переехал в Алматы. Начал заниматься боксом с 2004 года в секции тренера Сагатбека Мусаханова. Тураров принимал участие в любительских соревнованиях, но значимых побед не одержал. В 2008 году стал готовиться к боям на профессиональном ринге. Первый бой c Талантом Укуевым из Киргизии, закончившийся победой Турарова, состоялся в 2009 году. В том же году он одержал победу над перуанским боксёром Франком Паредесом, а в 2010 году одолел Алишера Пайзиева из Туркменистана.
После боёв с американскими боксёрами Джонни Фрейзером, Френки Мартинезом и Дэвидом Кастильо в Неваде, Жанкош Тураров попал в поле зрения спортивных промоутеров, которые пригласили его в США, и в 2013 году он приехал в Майами. В США Тураров вместе с другим известным казахстанским боксёром Канатом Исламом тренировался под руководством Нельсона Лопеса (англ. Nelson Lopez Jr.).
В 2016 году в Нью-Йорке Жанкош Тураров в первом же раунде отправил в нокаут своего соперника бразильца Жоакима Карнейро (порт. Joaquim Carneiro Batista) и получил титул чемпиона мира по версии NBA (National Boxing Association). После этого он вошёл в список 15 лучших боксёров по версии WBA в своей весовой категории. Год спустя, в сентябре 2017 года Тураров провёл бой в Астане с Бруно Леонардо Ромаем (исп. Bruno Leonardo Romay) из Аргентины и одержал победу единогласным решением судей. После боя казахстанский боксёр сообщил, что в 5-м раунде сломал свою руку и до завершения поединка боксировал левой рукой.
В апреле 2019 года стало известно о том, что Жанкош Тураров подписал контракт с менеджерской компанией MTK Global, казахстанским отделением которого руководит Аскар Салыкбаев (каз. Асқар Салықбаев) и его партнёр Ахмед Сиддики (англ. Ahmed A. Seddiqi). Сам боксёр назвал данное событие «отличной новостью», а MTK Global — «лучшей командой менеджеров в боксе».
6 июля 2019 года Тураров провёл бой с аргентинцем Мауро Максимилиано Годоем (исп. Mauro Maximiliano Godoy) за второстепенный титул WBO Inter-Continental в первом полусреднем весе и одержал победу в третьем раунде. Эта победа стала 24-й в профессиональной карьере Турарова и позволила ему занять 8-е место в рейтинге WBO в первой средней категории. Подготовкой Турарова к бою с Годоем занимался известный специалист, заслуженный тренер Республики Казахстан по боксу Сагатбек Мусаханов.
После двух лет перерыва Жанкош Тураров вновь вышел на профессиональный ринг 18 декабря 2021 года в городе Нур-Султан. Бой с египтянином Абдумонемом Саидом закончился победой Турарова спустя 45 секунд после начала.
21 марта 2023 года в Алматы (Казахстан) техническим нокаутом в 10-м раунде из 12 победил мексиканца Алехандро Менесеса, став чемпионом мира по боксу по версии IBO в первом полусреднем весе.

21 августа 2024 года появилась информация о том, что на него поступило заявление в департамент полиции Ауэзовского района Алматы об изнасиловании. Была назначена судебно-медицинская экспертиза спортсмена. 26 августа, состоялась пресс-конференция на которой выступил адвокат Жанкоша Турарова - Самат Мамутов. Он сообщил, что:
«Жанкош не подтверждает, что он совершал насильственные действия в отношении девушки. Ему не зачем предлагать кому-то деньги, когда он не виноват»
Он также отметил, что если бы ему потребовалась «девушка для интима, то он бы вызвал ее к себе без изнасилования».

## Семья
В ноябре 2016 года Жанкош Тураров женился на Кларе Иса. В мае 2017 года у него родилась дочь.